# Chubut
Chubut (spanska: Provincia del Chubut, kymriska: Talaith Chubut) är en provins i södra delen av Argentina. 42:a breddgraden utgör gränsen mot Río Negro och 46:e breddgraden mot Santa Cruz. Anderna skiljer provinsen (och Argentina) från Chile och Atlanten. Provinsens namn kommer från ordet chupat, som på tehuelche betyder "genomskinlig", tehuelchefolkets beskrivning av Chubutfloden. Provinsen har 413 237 invånare (2001) på en yta om 224 686 km².
Den största staden är Comodoro Rivadavia i södra delen av provinsen med 125 000 invånare. Huvudort är däremot Rawson med 25 000 invånare. Övriga viktiga städer är Puerto Madryn, Trelew, Esquel och Sarmiento. Gaiman är kulturellt och demografiskt centrum i regionen "Y Wladfa", som syftar på de walesiska bosättningarna i Argentina. Det finns omkring 25 000 kymrisktalande i Argentina, varav cirka 5 000 i Chubutregionen (särskilt i Gaiman, Trelew och Trevelin).

## Ekonomi
Den viktigaste ekonomiska aktiviteten är exploateringen av icke-förnybara fossila bränslen (olja, butangas). Chubut producerar 13 % av landets olja och nästan 2 % av gasen. -a Mines har viktiga fyndigheter av bly, guld och silver. Får, som är en traditionell verksamhet i den extra-Andinska Patagonien, är på tillbakagång sedan tillkomsten av syntetiska fibrer som ersatt ull, men får är fortfarande vanliga. Dessutom står provinsen för 21 % av det nationella fisket.
I Puerto Madryn ligger en av de största aluminiumfabrikerna (Aluar) i Sydamerika.
Jordbruket har utvecklats sedan 1964 i områden nära Sarmiento, och längs Chubut River Valley och den naturligt bördiga regionen "Chulilaw". Odlingen i Chubut kretsar kring citrusfrukter, jordgubbar, hallon, sarsaparill, körsbär, blåbär, äpplen och vindruvor. Sedan början av det tjugoförsta århundradet producerar Chubut fina vita viner, där vingårdar i Chubut tillhör de sydligaste i världen.
Sedan mitten av 1960-talet har det skett en betydande utveckling av turismen, särskilt äventyr.
2010 var Chubut trea i rangordningen av exportprovinser. 36 % av vad området producerar provinsen går utomlands. Det överträffas bara av San Juan (två poäng) och Santa Fe.